# Erythroxylum dillonii
Erythroxylum dillonii är en tvåhjärtbladig växtart som beskrevs av Plowman och Jara. Erythroxylum dillonii ingår i släktet Erythroxylum och familjen Erythroxylaceae. Inga underarter finns listade i Catalogue of Life.